# De zonnemummie
De zonnemummie is het elfde stripverhaal van Jommeke. De reeks werd getekend door striptekenaar Jef Nys.

## Personages
- Jommeke
- Flip
- Professor Gobelijn
- Annemieke
- Rozemieke
- Filiberke
- Pekkie
- Kleine rollen: Teofiel, Marie, Poef-Sig-Aar, Suik-Er-Stek, Nam-Nam-Atchie...

## Verhaal
Wanneer Jommeke en Flip moeten schuilen voor een regenbui, belanden zij in het Museum van Oudheden. Flip bezorgt Jommeke de schrik van zijn leven, maar hun aandacht wordt getrokken door een mummie. Die blijkt van de Zonneprins afkomstig te zijn. Die nacht krijgt Jommeke een nachtmerrie waarbij de mummie in zijn venster verschijnt en naar hem wijst. 's Ochtends leest Jommekes vader in de krant dat de mummie uit het museum verdwenen is.
Professor Gobelijn belt kort daarop aan bij Jommeke. Hij wil op zoek naar de mummie die van onschatbare waarde is voor de geschiedenis. Hij wil hiervoor naar Egypte. Hij vraagt of Jommeke mee wil, maar die weigert door zijn nachtmerrie. Wanneer de Miekes besluiten de professor te helpen, zwicht Jommeke. Ook Filiberke en Pekkie vervoegen het gezelschap en trekken mee naar Egypte. Zij willen in het graf van de Zonneprins aanknooppunten vinden over de vindplaats van de mummie. De mummie zou overigens volgens de legende een groot geheim bewaren, dat nog nooit opgehelderd is.
Met kamelen trekken Jommeke en zijn vrienden door de woestijn naar het graf. Een man hoort dat ze naar dat graf trekken en besluit hen te volgen. Elke dag vinden de vrienden bij het ontwaken een bericht waarin zij aangemaand worden terug te keren. Het gezelschap volhardt en bereikt het graf dat indertijd door de archeoloog Sigar Eth ontdekt werd. Het graf is uitgehouwen in de rotsen, maar blijkt helemaal schoongemaakt te zijn. In de graftombe vinden ze hiëroglyfen en een kist waarop steeds de zon schijnt. Jommeke trekt zich terug om een grap uit te halen met zijn vrienden. Ondertussen ontdekken zij dat de mummie terug in haar graf ligt.
Kort daarop ontdekt Annemieke een mummie met het hoofd van Jommeke. De vrienden begraven Jommeke en treuren om zijn dood. De volgende dag verschijnt Jommeke opnieuw. Hij blijkt nog te leven. De mummie met zijn hoofd is namaak. De vrienden ontdekken dat Jommeke ontvoerd werd om hen af te schrikken en van het graf te verjagen. Ze vermoeden dat er een geheim gezelschap actief is dat de verering van de Zonneprins wil herstellen. Ze besluiten de mummie weer mee te nemen en weg te vluchten vooraleer ze ontdekt worden.
Ze worden al snel door twee mannen, Poef-Sig-Aar en Suik-Er-Stek, achtervolgd. Om hen te misleiden maken ze een valse mummie met palmbladeren en een deel van het verband van de echte mummie. Bij het afrollen ontdekt professor Gobelijn een oude papyrusrol die duidelijkheid verschaft over het geheim van de mummie. De buik van de mummie zou opgevuld zijn met zonnestenen waardoor de zon steeds bij de Zonneprins zou zijn. De vrienden komen aan bij een oase en verstoppen de mummie in een holle boomstam. Wanneer ze die willen ophalen, blijkt de boomstam een zagerij binnengebracht te zijn. Wanneer Jommeke en zijn vrienden de mummie terug bemachtigen, blijkt ze half doorgezaagd te zijn. Hierdoor komen de zonnestenen tevoorschijn. Het betreft duizenden briljanten. De vrienden worden kort daarop gevangengenomen door de twee Egyptenaren. Zij besluiten hen met de mummie en de stenen naar hun leider, Nam-Nam-Atchie, te brengen.
Daar blijkt dat de Zonneprinsvereerders eerlijke woestijnbewoners zijn die de gedachtenis van hun Zonneprins in ere willen herstellen. De geroofde mummie wilden ze daarvoor terughalen. Professor Gobelijn schenkt hun de zonnestenen zodat ze die kunnen gebruiken voor de armen, zieken en wezen. Uit dank krijgt hij van de leider de mummie terug. Zo belandt de zonnemummie terug in het museum.

## Achtergronden bij het verhaal
- De nachtmerrie in het begin van het verhaal werd bij de herdruk verwijderd. Mogelijk om het verhaal geschikter te maken voor jongere lezers.[1]
- Jommeke en zijn vrienden trekken voor het eerst naar Arabisch land en de woestijn. Flip was in De ooievaar van Begonia al heel even kort in Egypte geweest, maar voor de rest van de vrienden is het hun eerste bezoek aan het land. Heel wat latere avonturen zullen in het Midden-Oosten en de woestijn plaatsvinden. De lokale bewoners zijn doorgaans Arabieren in lange gewaden met dolken en meestal stuurs en agressief.
- In het verhaal wordt gemeld dat de zonnemummie al 6000 jaar oud is. De vroegste mummietechnieken in Egypte dateren echter van zo'n 5000 jaar geleden.
- Het verhaal doet voorkomen dat de Egyptenaren nog steeds de Egyptische mythologie aanhangen, echter is het grootse deel van Egypte Islamitisch.